# Arno Funke

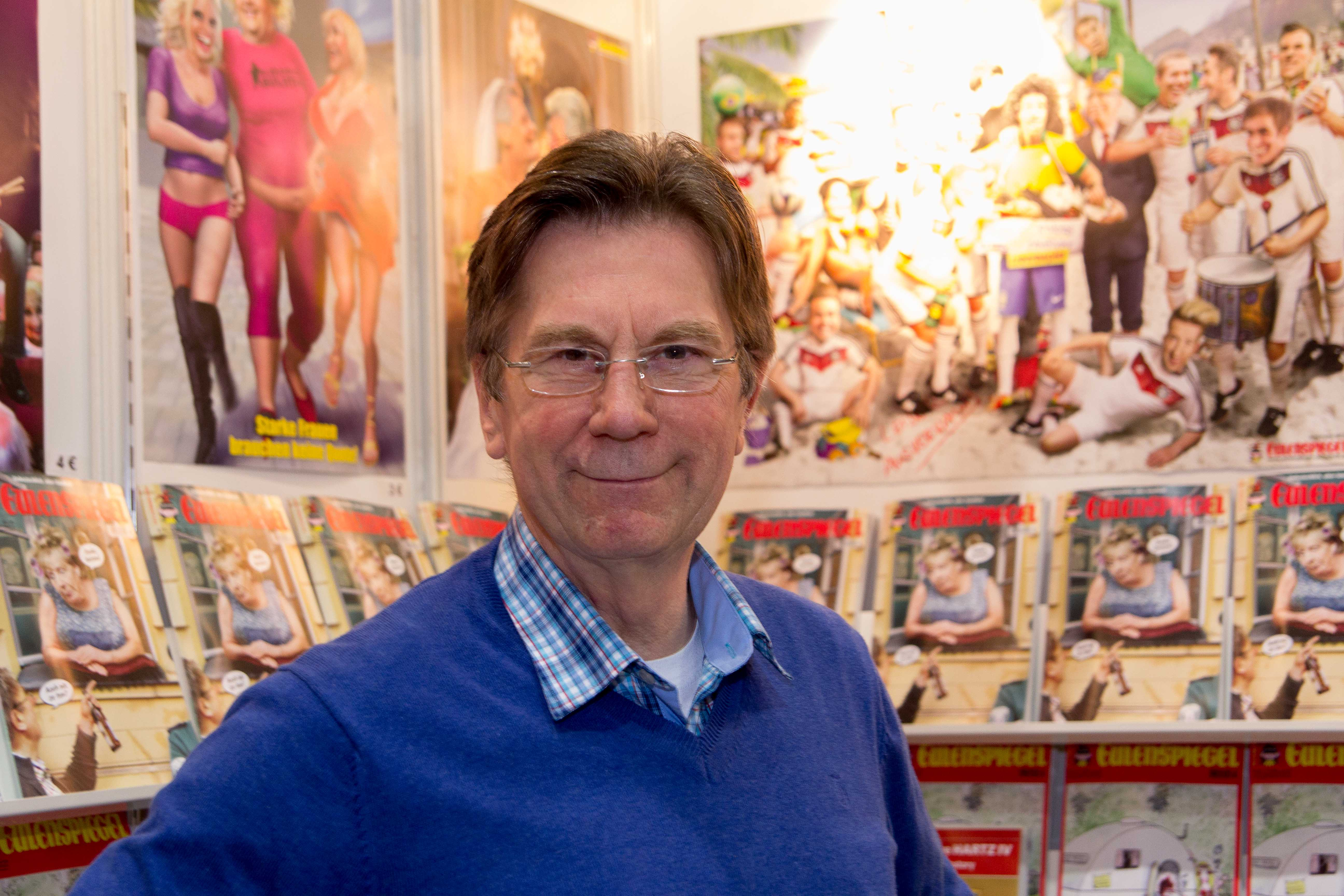
Arno Funke auf der Leipziger Buchmesse (2015)

Arno Martin Franz Funke (* 14. März 1950 in West-Berlin) ist ein Grafiker und Autor aus Deutschland. Er beging 1988 sowie von 1992 bis 1994 Bomben- und Brandanschläge zur Kaufhauserpressung; bei den letzteren wurde er unter seinem Erpresser-Pseudonym Dagobert bundesweit bekannt. Die Erpressung als Dagobert wurde zum längsten und aufwändigsten Erpressungsfall in der deutschen Kriminalgeschichte. Funkes Taten zeugen von Fantasie, technischen Fähigkeiten, taktischer Vorsicht und dem (allerdings nicht erfolgreichen) Bestreben, Personenschäden zu vermeiden, was ihm in Verbindung mit von der Presse berichteten Misserfolgen der Polizei bei den Versuchen, ihn zu ergreifen, eine gewisse öffentliche Sympathie einbrachte.

## Leben vor „Dagobert“
Arno Funke wurde als Sohn des Berliner Druckers und Lithographen Franz Lazar, der die Familie aber schon früh verließ, und einer aus Haugesund stammenden Norwegerin in einem Geburtshaus in Berlin-Kreuzberg geboren. Er wuchs in Berlin-Rudow auf und besuchte zeitweise die Rütli-Schule in Neukölln. Bereits als Kind beschäftigte er sich mit der Malerei. Nach einer abgebrochenen Ausbildung zum Fotografen schloss Funke 1969 eine Lehre als Schilder- und Lichtreklamemacher ab. Danach arbeitete er in unterschiedlichen Jobs, so z. B. als Schildermaler, Discjockey, Fahrer für eine Getränkefirma und Bauhelfer.
Immer wieder versuchte er sich in kreativen Berufen. 1976 bis 1977 arbeitete er nebenberuflich als Pressefotograf, 1980 bis 1993 als Kunstmaler und freiberuflicher Fotograf. Mit einigen Ausstellungen versuchte Funke als Künstler Fuß zu fassen, der Durchbruch gelang jedoch nie. Hauptberuflich arbeitete er seit 1980 als Kunstlackierer in einer Kfz-Werkstatt.
Während des Lackierens atmete er jahrelang Lösungsmittel ein. Die dadurch verursachten hirnorganischen Schädigungen sollen, verbunden mit einer Identitätskrise und privaten Problemen, zu einer schweren Depression geführt haben, was im zweiten Prozess vor dem Landgericht Berlin 1996 als schuldmindernd anerkannt wurde.
Wegen Geldmangels und auf der Suche nach Selbstbestätigung entschloss Funke sich Ende der 1980er Jahre, Kaufhäuser zu erpressen.

## Kaufhaus-Erpressungen

### KaDeWe 1988
Arno Funke erpresste im Jahre 1988 vom Kaufhaus des Westens in Berlin 500.000 DM. Dazu deponierte er am 10. Mai 1988 eine Bombe, die zur Nachtzeit detonieren sollte, aber versagte. Nach einer gescheiterten Geldübergabe ließ er am 25. Mai 1988 im Kaufhaus nachts eine Bombe detonieren, deren enorme Detonationswucht Sachschäden in Höhe von 250.000 DM anrichtete. Bei der Geldübergabe erlangte er den geforderten Geldbetrag, von dem er einige Jahre lebte.

### Karstadt 1992–1994
Nachdem das Geld der ersten Erpressung verbraucht war und Funke aufgrund von Depressionen kurz vor dem Suizid stand, entschied er sich, es noch einmal mit der bewährten Methode zu versuchen. Beim zweiten Erpressungsversuch im Jahre 1992 versuchte er zunächst eine Million, später 1,4 Millionen DM vom Karstadt-Konzern zu erpressen. Weil die Bereitschaft zur Geldübergabe durch eine Zeitungsanzeige in Anspielung auf die Comicfigur Dagobert Duck mit dem Text „Dagobert grüßt seine Neffen“ signalisiert werden sollte, wurde Funke seitdem von den Medien nur noch als Dagobert bezeichnet. Um die Ernsthaftigkeit seiner Forderungen zu unterstreichen, verübte er fünf Bombenanschläge und einen Brandanschlag gegen Karstadt-Kaufhäuser, bei denen eine Person leicht verletzt wurde.
- Die Bombenserie begann in der Nacht zum 13. Juni 1992 in einem Kaufhaus in Hamburg. Dort explodierte eine Rohrbombe, die einen erheblichen Sachschaden anrichtete.
- Am 9. September 1992 zündete Funke nachts in einem Bremer Kaufhaus eine Brandbombe. Der Wasserschaden durch die Sprinkleranlage betrug sechs Millionen DM.
- Eine Woche später detonierte in einem Kaufhaus in Hannover eine Bombe während der Öffnungszeit in einem Aufzug. Es wurde jedoch niemand verletzt.
- Am 3. November zündete in einem Abstellraum eines Kaufhauses in Magdeburg ein Brandsatz, dessen Schaden gering ausfiel.
- In der Nacht zum 19. Mai 1993 detonierte in einem Kaufhaus in Bielefeld eine Bombe.
- Am 6. Dezember 1993 explodierte im Fahrstuhl eines Berliner Kaufhauses eine Rohrbombe während der Öffnungszeit.

Bekannt wurde Funke durch die Raffinesse seiner technischen Konstruktionen, mit denen er die Polizei bei den 30 versuchten Geldübergaben in die Irre führte. Dies führte in der Öffentlichkeit trotz der offensichtlich kriminellen Handlungen zu einer positiven Popularität. Nennenswert sind folgende Ereignisse:
- Bei den geplanten Geldübergaben gab der Erpresser jeweils Anweisungen durch Telefonanrufe, bei denen er ein Band mit Computerstimme abspielte. Die Gespräche wurden jeweils von öffentlichen Kartentelefonen aus geführt. Da die Zeiten der Anrufe bekannt waren, ließ die Berliner Polizei einmal 1.100 Telefone vergeblich überwachen, ein anderes Mal 3.900 Apparate. Diese lagen vornehmlich im Westteil Berlins, da Dagobert gewöhnlich von dort telefonierte.[6] Der Personaleinsatz mit rund 3.000 Polizeibeamten war enorm.[6] Zufälligerweise benutzte Funke in diesem Fall ein nicht überwachtes Telefon im Osten der Stadt.[6]
- Am 14. August 1992 wies Funke die Polizei an, das Geld in einer Apparatur zu verstecken und diese an einem Zug zu befestigen. Das Gerät war mit Saugnäpfen ausgestattet und hielt so außen am Zug. Der Intercity „Käthe Kollwitz“ verließ Hamburg um 16:40 in Richtung Berlin. Die Abwurfvorrichtung besaß eine Zeitschaltuhr, anhand der die Polizei die Abwurfzeit und somit den Ort festgestellt hatte. Dort, ungefähr 100 Kilometer hinter Hamburg, waren mehrere Polizisten postiert. Doch die Zeitschaltuhr entpuppte sich als Trick: Das Geldpaket wurde von Funke mit einer Fernbedienung abgeworfen, schon kurz hinter der Hamburger Stadtgrenze. Es enthielt allerdings nur Papierschnipsel.
- Bei einer fingierten Geldübergabe am 29. Oktober 1992 fuhr Funke mit seinem Fahrrad zur Abwurfstelle des Geldpaketes an eine Bahnstrecke in Berlin-Charlottenburg. Das vom Zug abgeworfene Paket mit Papierschnipseln ließ er aus Angst vor der Festnahme liegen, weil er Rufe aus dem Zug hörte. Er war von zwei im Freien observierenden MEK-Beamten gesehen worden. Einer der Beamten verfolgte ihn und gab ihm einen Stoß. Funke konnte sich auf seinem Rad halten, aber der Beamte stürzte.[7] Die Zeitungen berichteten jedoch später fehlerhaft, der Polizist sei auf Hundekot ausgerutscht. Auch dem zweiten Beamten konnte Funke auf der engen Straße ausweichen und mit dem Fahrrad entkommen. Durch die Presse ging die missglückte Festnahme als Hundekot-Arie.
- Seit Anfang 1993 wurde über mehrere Monate ein Laden der Firma Conrad Electronic durch Polizeikräfte beobachtet. Die Polizei ging davon aus, dass der Täter die elektronischen Bauteile seiner Basteleien dort erwarb. Am 8. Mai 1993 ließ sich Funke aus einer Vitrine eine elektronische Zeitschaltuhr aushändigen, was die Observationskräfte aufmerksam machte. Obwohl er bereits verfolgt wurde, gelang ihm die Flucht durch eine Notausgangstür.
- Am 19. April 1993 war eine erneute Geldübergabe in Berlin vorgesehen. Der Täter verwies durch einen Telefonanruf auf ein Bahnhofsschließfach mit weiteren Anweisungen. Dort lagerte ein Schlüssel für eine Streusandkiste. Das Geldpaket sollte in der Kiste, die sich am Berliner U-Bahnhof Britz-Süd befand, abgelegt werden und der Erpresser kündigte an, es abzuholen. Trotz näherer Untersuchung fand die Polizei nicht die von Funke oberflächlich zubetonierte Fläche, unter der sich ein Einstiegsschacht zu einem Regenwasserkanal befand. Als Vorsichtsmaßnahme überwachte er die Kiste mit einem Funkmikrofon.[8] Nachdem er gehört hatte, wie das Paket abgelegt worden war, zerschlug Funke unterirdisch den dünnen Beton und konnte das Paket mit Papierschnipseln an sich nehmen, ohne bemerkt zu werden. Die Übergabestelle hatte er zuvor tagelang als Bauarbeiter getarnt präpariert.
- Am 22. Januar 1994 kam es bei der Karstadt-Erpressung zum einzigen Übergabeversuch mit echtem Geld. Ein Bote wurde zu einer stillgelegten Bahnstrecke geleitet, wo ein von Funke selbst gebautes Mini-Schienenfahrzeug bereitstand. Es fuhr los, nachdem der Überbringer ein Paket mit 1,4 Millionen DM hineingelegt hatte. Funkes Versteck war etwa einen Kilometer entfernt. Die Verfolgung war in der Dunkelheit und dem unübersichtlichen Gleisbett sehr schwierig, gelang der Polizei jedoch trotzdem. Um sich herum hatte Funke mehrere Stolperdrähte ausgelegt, die bei Berührung Knallkörper entzündeten. Als er Polizisten mit Taschenlampen auf sich zukommen sah, ergriff er die Flucht. Das Schienenfahrzeug war kurz vor dem Ziel entgleist. Mehrere Polizeibeamte fielen tatsächlich über die Stolperdrähte. Das Aufsteigen von roten Leuchtkugeln in den nächtlichen Himmel verdutzte sie derart, dass Funke wieder den entscheidenden Zeitvorteil zur Flucht gewann, aber auch diesmal leer ausging.

### Festnahme und Verurteilung

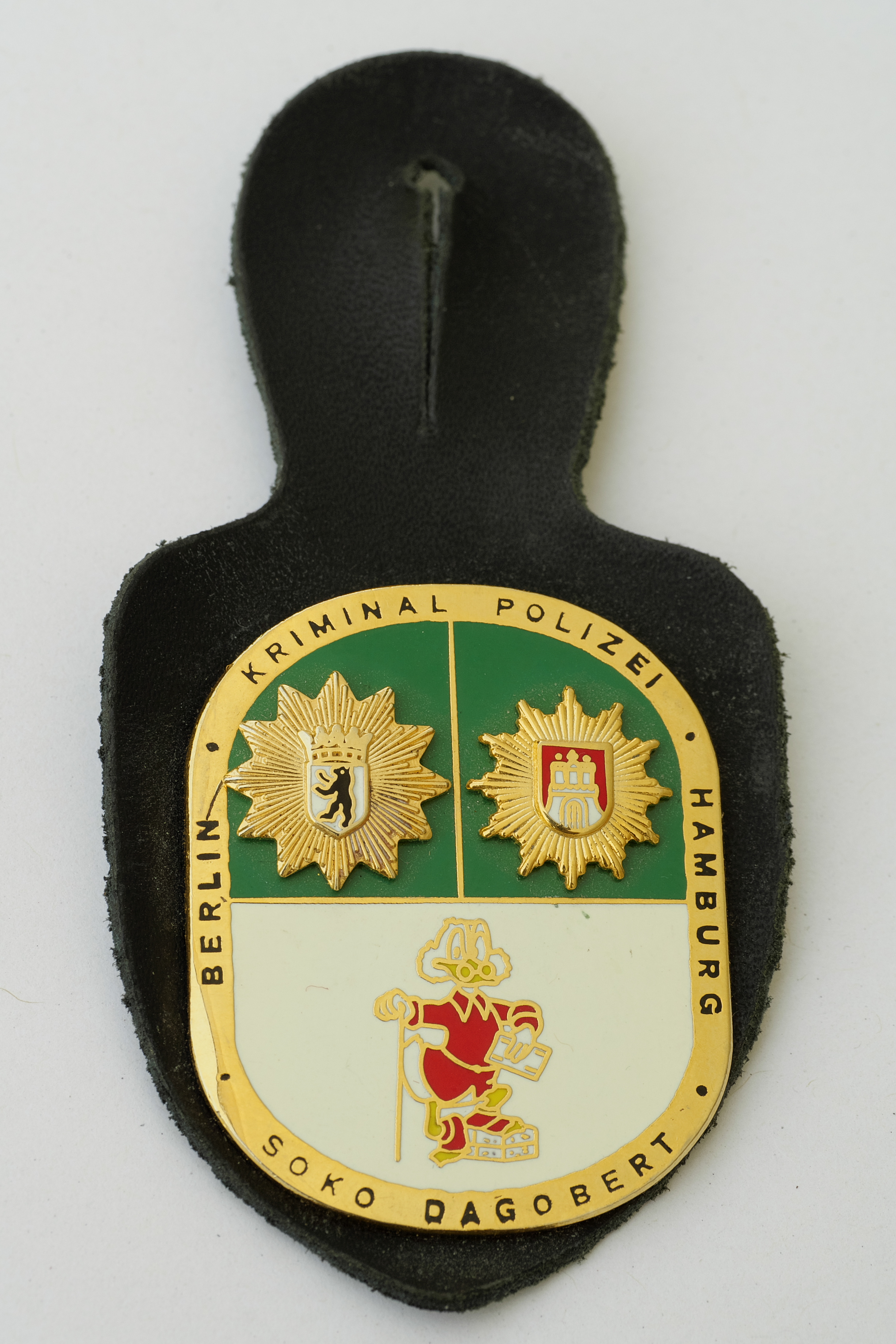
Brustanhänger der Kriminalpolizei Berlin und Hamburg für die Sonderkommission Dagobert

Zur Ergreifung des Kaufhauserpressers hatten die Hamburger und die Berliner Polizei eine Sonderkommission Dagobert eingerichtet. Im Frühjahr 1994 konnten sie Funke identifizieren und schließlich festnehmen. Am 20. April hatte er erneut telefonischen Kontakt zu Karstadt aufgenommen. Da er seine Kontakte jeweils vorher ankündigte, überwachte die Polizei auch diesmal Kartentelefone in seinen bevorzugten Anrufgebieten im Süden von Berlin. Dabei wurde ein Fahrzeug gesichtet, in dem das Fahrrad lag, mit dem der Erpresser bei der Geldübergabe vom April 1993 geflüchtet war. Eine Halterfeststellung ergab, dass es sich um einen Mietwagen handelte, den Arno Funke angemietet hatte. Ab diesem Zeitpunkt wurde er observiert und am 22. April bei einem Erpresseranruf von einem Kartentelefon im Berliner Ortsteil Johannisthal festgenommen.
Funke hatte Schäden in Höhe von zehn Millionen DM verursacht. Die Kosten der umfangreichen Polizeieinsätze sind nicht ermittelt worden, dürften aber Schätzungen zufolge noch weit über der Schadenssumme liegen. Allein die Telefonkosten der Polizei, u. a. für Fangschaltungen, beliefen sich auf 150.000 DM.
In erster Instanz wurde Funke am 14. März 1995 wegen schwerer räuberischer Erpressung zu sieben Jahren und neun Monaten Haft verurteilt; die Staatsanwaltschaft ging erfolgreich in Revision. Am 14. Juni 1996 verhängte daraufhin das Berliner Landgericht in zweiter Instanz eine erhöhte Haftstrafe von neun Jahren; zusätzlich wurde Funke zur Leistung von Schadensersatz in Höhe von 2,5 Millionen DM an Karstadt verurteilt. Nach sechs Jahren und vier Monaten, die er in der Justizvollzugsanstalt Plötzensee absaß, kam er am 13. August 2000 wegen guter Führung frei.

## Karikaturist und Autor

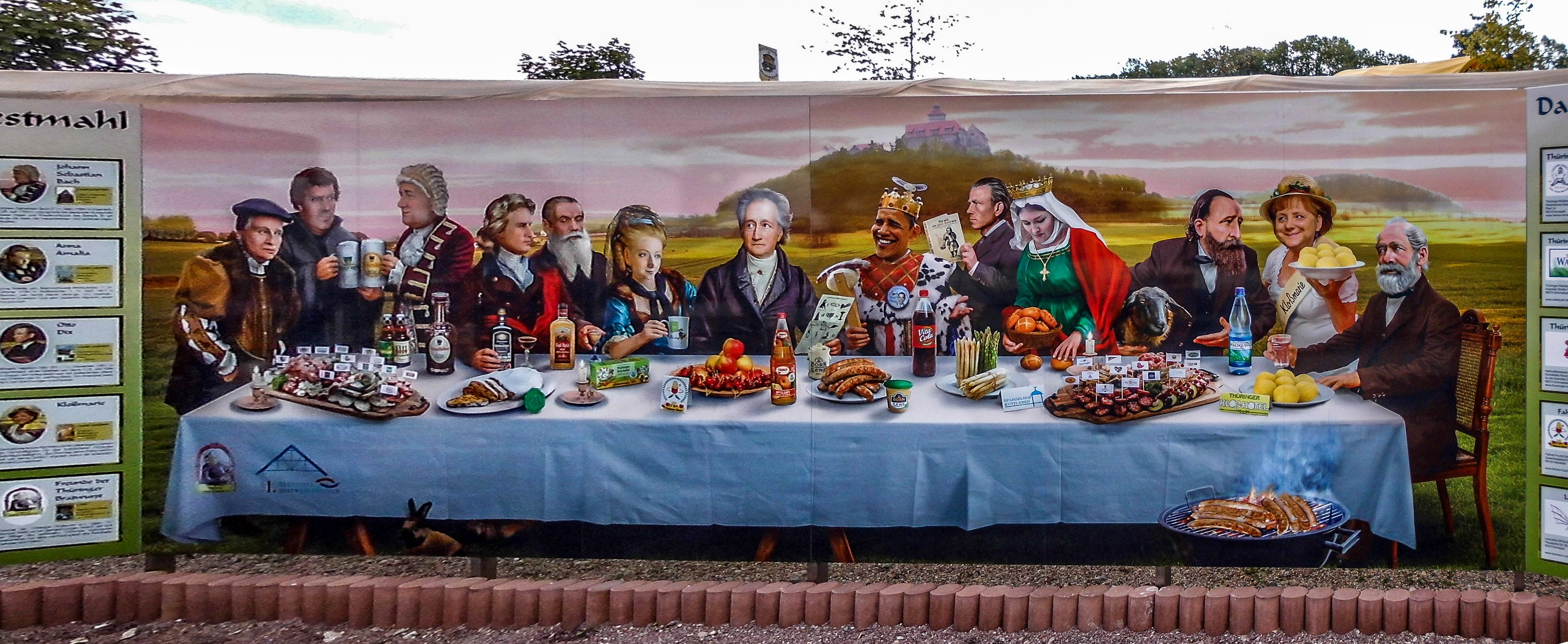
Abendmahl von Arno Funke

Die wohldurchdachten, raffiniert ausgetüftelten Geldübergabeversuche für seine Erpressungen deuteten auf eine überdurchschnittlich hohe Intelligenz hin. Tatsächlich wird Funke ein IQ von 120 und in einem Test ohne Sprache sogar von 145 (Höchstwert) attestiert. Er gilt als hochbegabt und vielseitig talentiert. Seine Sprengsätze ließen auf gute handwerkliche Geschicklichkeit und vertiefte Kenntnisse im Bereich Elektronik schließen.
Bereits im Gefängnis schuf er Karikaturen für die Satirezeitschrift Eulenspiegel. Während er anfangs ausschließlich mit der Hand zeichnete, erstellt er seine Karikaturen heute hauptsächlich mit einem Computer. Mittlerweile ist Funke auch als Autor für den Eulenspiegel-Verlag tätig. 1998 veröffentlichte er eine Autobiografie (Mein Leben als Dagobert) und 2004 ein Buch mit Karikaturen und Geschichten (Ente kross), in dem er mit der Comicfigur abrechnet, mit der er bis heute assoziiert wird. Für das Titelbild des Eulenspiegel im September 2003 zeichnete Funke anlässlich der sogenannten Friedman-Affäre ein Porträt Michel Friedmans, das verschiedentlich als antisemitisch kritisiert wurde.
Funke zeichnet auch Karikatur-Plakate für den Wahlkampf der Partei Die Linke.
Die nach den Erpressungen unternommenen Polizeiarbeiten wurden 1994 unter dem Titel Das Phantom – Die Jagd nach Dagobert verfilmt. Nachdem die Polizei Funke am Tag nach der Drehbuchfertigstellung ergriffen hatte, wurde das Drehbuch entsprechend umgeschrieben und Funkes Cousin Klaus Funke für die Rolle des Dagobert verpflichtet.
Im März 2007 stand Funke mit dem multimedialen Programm Erbrechen lohnt sich nicht auf der Bühne. Die Show im Berliner Tempodrom (als Ausweichstelle des Tränenpalastes) bestand aus einer Mischung satirischer Geschichten, Karikaturen und Filmspots.

## Sonstiges
1999 zeigte die ARD den Tatort Dagoberts Enkel. In dem Film hatte sich eine Erpressergruppe nach Funke benannt.
2004 spielte er in der für den englischen Fernsehkanal Channel 4 produzierten Reality-Show The Heist (dt.: Raub(überfall)) noch einmal die Rolle des Erpressers.
Ende 2008 trat er bei einem Konzert der Band Ton Steine Scherben in Berlin auf und sang den Titel Lass uns das Ding drehen. 2013 nahm Funke an Ich bin ein Star – Holt mich hier raus! und Das perfekte Promi-Dinner teil.
Im September 2024 erschienen erste Trailer zu der sechsteiligen Mini-Serie Ich bin Dagobert, in der Funkes Erpressungsversuche sowie seine Biografie thematisiert werden sollen. Die Ausstrahlung der Serie lief ab dem 2. Oktober 2024 auf RTL+ und ab dem 7. Oktober 2024 auf RTL NITRO. Für die Hauptrolle konnte der Schauspieler Friedrich Mücke verpflichtet werden. Die Regie führte Hannu Salonen. Das Drehbuch schrieb Ronny Schalk, während Arno Funke selbst als Berater an der Produktion beteiligt war und in einer Folge einen Cameo-Auftritt als Techniker beim Präparieren einer Telefonzelle hat.

## Publikationen
- Mein Leben als Dagobert. Die Bekenntnisse des Kaufhauserpressers. Ch. Links, Berlin 1998, ISBN 3-86153-164-X.
- Ente kross. Cartoons und Geschichten. Eulenspiegel, Berlin 2004, ISBN 3-359-01489-8.

### Dokumentationen
- Sven Ihden, Roland May: Die großen Kriminalfälle: „Dagobert“ – Der Kaufhauserpresser. In: Das Erste. Aus der Sendereihe „Die großen Kriminalfälle“. SWR. 8. Oktober 2007.
- Räuber und Gendarm – der Fall „Dagobert“, In: Spiegel Geschichte. 2012.
- Tim Evers: Jagd auf Dagobert. Vom Verbrecher zum Volkshelden. In: RBB, 24. April 2024.
  - Folge 1: Dagobert grüßt seine Neffen.
  - Folge 2: Schlauer als die Polizei erlaubt.
  - Folge 3: Der perfekte Plan.
- vince: Die Jagd nach Deutschlands intelligentestem Verbrecher. In: YouTube, 3. August 2024.
- Simplicissimus: Dagobert: Der schlauste Verbrecher Deutschlands. In: YouTube, 18. August 2024.